# Светий Криж (Будинщина)
46°07′ пн. ш. 16°11′ сх. д. / 46.12° пн. ш. 16.18° сх. д.
Светий Криж (хорв. Sveti Križ) — населений пункт у Хорватії, в Крапинсько-Загорській жупанії у складі громади Будинщина.

## Населення
Населення за даними перепису 2011 року становило 128 осіб.
Динаміка чисельності населення поселення:

## Клімат
Середня річна температура становить 10,05 °C, середня максимальна – 24,32 °C, а середня мінімальна – -6,46 °C. Середня річна кількість опадів – 923 мм.
| Клімат поселення                              | Клімат поселення | Клімат поселення | Клімат поселення | Клімат поселення | Клімат поселення | Клімат поселення | Клімат поселення | Клімат поселення | Клімат поселення | Клімат поселення | Клімат поселення | Клімат поселення | Клімат поселення |
| Показник                                      | Січ.             | Лют.             | Бер.             | Квіт.            | Трав.            | Черв.            | Лип.             | Серп.            | Вер.             | Жовт.            | Лист.            | Груд.            |                  |
| Середній максимум, °C                         | 5,83             | 7,85             | 12,17            | 16,28            | 21,20            | 24,32            | 23,73            | 23,15            | 19,20            | 14,05            | 8,44             | 4,46             |                  |
| Середня температура, °C                       | −0,32            | 1,72             | 6,04             | 10,14            | 15,06            | 18,18            | 19,87            | 19,28            | 15,35            | 10,17            | 4,57             | 0,60             |                  |
| Середній мінімум, °C                          | −6,46            | −4,43            | −0,11            | 3,98             | 8,93             | 12,04            | 16,00            | 15,42            | 11,47            | 6,31             | 0,70             | −3,27            |                  |
| Норма опадів, мм                              | 47               | 48               | 62               | 71               | 79               | 106              | 89               | 94               | 88               | 88               | 87               | 64               |                  |
| Середньомісячна швидкість вітру, м/с          | 1.90             | 2.10             | 2.50             | 2.40             | 2.30             | 2.00             | 2.00             | 1.80             | 1.80             | 1.88             | 1.99             | 1.94             |                  |
| Середньомісячна сонячна радіація, кДж/м²·день | 4057             | 6820             | 10491            | 14863            | 18966            | 20766            | 21533            | 18618            | 13883            | 8695             | 4554             | 3283             |                  |
| --------------------------------------------- | ---------------- | ---------------- | ---------------- | ---------------- | ---------------- | ---------------- | ---------------- | ---------------- | ---------------- | ---------------- | ---------------- | ---------------- | ---------------- |
| Джерело:                                      |                  |                  |                  |                  |                  |                  |                  |                  |                  |                  |                  |                  |                  |